# Condado de Casa Palma
El condado de Casa Palma es un título nobiliario español creado por el rey Felipe IV de España en 1632 a favor de Francisco Fernández de Córdoba, hijo del IV señor de Casapalma. Luego, el título recayó en las familias Jara, Mendive y Álvarez de Foronda, de origen cusqueño.

## Denominación
Su nombre se refiere a Casapalma, localidad del municipio andaluz de Cártama en la provincia de Málaga.

## Condes de Casa Palma
- Francisco Fernández de Córdoba y Rojas, I conde de Casa Palma.[1]

Casó con Mariana Fernández de Córdoba y Riederer de Paar (m. 15 de junio de 1660), V condesa de las Posadasy V marquesa de Guadalcázar. Sucedió su hijo:
- José Diego Fernández de Córdoba y Fernández de Córdoba, II conde de Casa Palma, VI conde de las Posada,[3] señor de Guadalmena y alférez mayor de Málaga.[4]

Casó con Leonor de Zapata y Silva. Sucedió su hija:
- Francisca María Fernández de Córdoba y Zapata (m. 1680),  III condesa de Casa Palma[4] y VII condesa de las Posadas.

Contrajo matrimonio, siendo su primera esposa, con Félix María Fernández de Córdoba, XII conde de Cabra. Sucedió su hija:
- Francisca María Manuela Fernández de Córdoba (Madrid, 21 de julio de 1679-Madrid, 30 de marzo de 1722), IV condesa de Casa Palma[5] y VIII condesa de las Posadas.

Casó en primeras nupcias, el 3 de mayo de 1693, con Francisco Pedro Nicolás de Velasco Ayala y Cárdenas, X conde de Funesalida. Contrajo un segundo matrimonio el 21 de abril de 1710 con Carlos Manuel Homodei Lasso de la Vega y Pacheco, II marqués de Almonacid de los Oteros. Sucedió su hijo:
- Félix López de Ayala y Velasco (m. 26 de febrero de 1735), V conde de Casa Palma,[6] XI conde de Fuensalida,  VII conde de Barajas.[7] V conde de Colmenar de Oreja  y V marqués de Alameda.[6]

Casó el 13 de noviembre de 1712 con Bernarda Sarmiento de Valladares, III duquesa de Atrisco. Sin descendencia le sucedió su hermano:
- Manuel López de Ayala y Velasco (28 de abril de 1746), VI conde de Casa Palma,[6] XII conde de Fuensalida,[7] V conde de Colmenar de Oreja, VIII conde de Barajas, VI marqués de Alameda, alguacil mayor perpetuo y hereditario de la ciudad de Toledo.[6]

Contrajo matrimonio el 7 de octubre de 1736 con Isabel María Pío de Saboya, VIII marquesa de Castel Rodrigo. Le sucedió su sobrino, hijo de su hermana, María Leonor López de Ayala Velasco y Fernández de Córdoba (m. 1745), IX condesa de Barajas y VII marquesa de Alameda y de su esposo, Manuel Centurión y Arias-Dávila Messía Pacheco, VI marqués de Estepa, VII  marqués de Laula, VII marqués de Vivola, VIII marqués de Monte de Vay y V marqués de Armunia:
- Juan Bautista Centurión y Velasco  (también llamado Juan Centurión Arias Dávila) (12 de noviembre de 1718-10 de diciembre de 1785), VII conde de Casa Palma,[6] IX conde de las Posadas,[6] X conde de Puñonrostro,[9] X conde de Elda,[10] VII marqués de Estepa,[11] IX conde de Barajas,[12] XIII conde de Fuensalida,[8] cinco veces grande de España, VIII marqués de Laula,  VII marqués de Monte de Vay, VII marqués de Vivola,[13] X conde de Anna, VII conde de Colmenar de Oreja, VI marqués de Armunia, VIII marqués de Alameda, IV marqués de Casasola y VII marqués de Noguera.[6]

Casó en primeras nupcias con María Luisa Centurión Arias Dávila y en segundas, en 1773, con Mariana de Urries Pignatelli, hija del I marqués de Ayerbe. Sin descendencia, le sucedió su hermana:
- María Luisa Centurión y Velasco (m. 22 de enero de 1799), VIII condesa de Casa Palma,[6] X condesa de las Posadas,[6] XI condesa de Puñonrostro,[9] XI condesa de Elda,[10] X condesa de Barajas,[12] VIII marquesa de Estepa,[11] XIV condesa de Fuensalida,[8] cinco veces grande de España, IX marquesa de Laula, VIII marquesa de Monte de Vay, VIII marquesas de Vivola, X condesa de Anna, VIII marquesa de Bedmar (por sucesión a su marido), marquesa de Casasola  marquesa de Noguera, etc.

Contrajo matrimonio, el 21 de febrero de 1750, con Felipe López Pacheco y Acuña, XII duque de Escalona y otros títulos. Sin descendientes, sucedió:
- Josefa Gabriela Jara de la Cerda y Silva, IX condesa de Casa Palma[4] y II marquesa de Casa Jara,[15] hija de Agustín Jara de la Cerda y Valer de los Ríos, I marqués de Casa Jara, [14] y de su esposa Juana de Silva y Losada.[a]

Sucedió su hija:
- Antonia de Mendive y Jara de la Cerda, X condesa de Casa Palma..[14]

Casó con Juan Jiménez de Lobatón y Zabala, III marqués de Rocafuerte. Sucedió su hermana:
- María Manuela de Mendive y Jara, XI condesa de Casa Palma[14] y III marquesa de Casa Jara.[15]

Casó con Faustino Álvarez de Foronda, III conde de Vallehermoso. Sucedió su hija:
- María Francisca Álvarez de Foronda y Mendive (n. Cuzco,25 de octubre de 1789), XII condesa de Casa Palma.[14] IV marquesa de Casa Jara y IV condesa de Vallehermoso.[15]

Casó, el 18 de julio de 1808, con Manuel Plácido de Berriozábal y Berrio, oidor de Cuzco y de Charcas, alcalde del Crimen de Lima, ministro togado del Consejo de Indias, cámara del Consejo de Indias, ministro togado del Tribunal Supremo de España e Indias y ministro suplente del Tribunal Supremo de Justicia. Sucedió su hijo:
- Juan Manuel de Berriozábal y Álvarez de Foronda (Urubamba, Perú,28 de mayo de 1814-1872), XIII conde de Casa Palma, V marqués de Casa Jara, IV conde de Vallehermoso, caballero de la Orden de Santiago y alférez mayor perpetuo de la ciudad de Málaga.[17]

Casó en primeras nupcias, en Madrid, el 6 de julio de 1839, con Jacinta Felipa García de la Torre y del Conde. Contrajo un segundo matrimonio, en Francia, el 16 de agosto de 1871, con María Luisa Josefina D'Anselme de Puisaye. Sucedió su nieto, hijo de María Josefa de Berriozábal y García de la Torre (m. Madrid, 12 de julio de 1872) y de su esposo José María de Unceta y Murúa, hijo de Juan José Unceta Urquijo (1809-1891) y de su esposa María Francisca Murúa Gaytán de Ayala.
- José María de Unceta y Berriozábal (n. Madrid, 26 de junio de 1872), XIV conde de Casa Palma,[14] VII marqués de Casa Jara, III conde de la Laguna de Chanchacalle, V conde de Vallehermoso, VI vizconde de Salinas,[21] (vizcondado rehabilitado para él, en 1925), caballero de la Orden de Santiago y senador del Reino.[22][14] Era hijo de José María de Unceta y Murua y de María Josefa de Berriozábal-Beitia y García de la Torre Álvarez de Foronda.[14]

Casó, en Vitoria el 5 de octubre de 1909, con Herminia de Urigoitia y Peláez. Sucedió su hijo:
- Jaime de Unceta y Urigoitia (Vitoria, 16 de febrero de 1914-1988), XV conde de Casa Palma, VIII marqués de Casa Jara y VI conde de Vallehermoso.[23]

Casó, en San Sebastián, el 27 de junio de 1941, con María Lourdes Satrústegui y Fernández de Vicuña. Le sucedió su hijo en 1989:
- Jaime de Unceta y Satrústegui, XVI conde de Casa Palma,[26] marqués de Casa Jara[27] y conde de Vallehermoso por cesión de su padre.[28]